# Розета Тарп
Розета Тарп, известна със сценичното си име Сестра Розета Тарп (на английски: Sister Rosetta Tharpe, 20 март 1915 г. – 9 октомври 1973 г.), е американска певица, китаристка и авторка на песни.
Тя е сред значимите музиканти на XX век. Апогеят на нейната популярност е през 1930-те и 1940-те години, когато записва множество Госпъл песни, които са смесица от духовни текстове и аранжименти в стил ранен рок. Тя става първата госпъл певица, която смесва няколко стила. Тя е и първата голяма звезда на госпъла, станала известна по-късно като „Оригиналните соул сестрите“ (на английски: the original soul sister). Творчеството ѝ оказва влияние на музикални фигури като Литъл Ричард, Джони Кеш, Елвис Пресли и Джери Лий Люис. 
С идеята си да премине границата между църковна и светска музика, която реализира например с изпълненията си в нощни клубове и мюзикхоли с големи бендове зад нея, Тарп вкарва госпъл музиката в мейнстрийма, и спомага за зараждането на поп-госпъла с нейния хит от 1939 "This Train." Уникалната ѝ музика оставя отпечатък върху по-конвенционални госпъл артисти като Айра Такър и Дикси Хъмингбърдс. Макар и стилът ѝ да обижда консервативните миряни с нейните смесици със светска музика, Тарп никога не изоставя госпъла. 
Хитът на Тарп от 1944 г., нейното изпълнение на „Down By The Riverside“, е избрано през 2004 г. за представително изпълнение на песента в Американската Библиотека на Конгреса, с нейното „духовито изпълнение на китара“ и „уникален вокален стил“, който оказва съществено влияние върху ранни ритъм енд блус изпълнители, както и върху множество госпъл, джаз и рок изпълнители. Хитът от 1945 г., „Strange Things Happening Every Day“, записан към края на 1944 г., в който Тарп е вокал и на електрическата китара, Сами Прайс на пианото, е първият госпъл запис, който смесва жанровете. Той става №2 в класацията на Billboard „песни на другите раси“, класация която после е преименувана R&B през април 1945 г. Тази песен се смята за предшественик на рокендрола,  а самата Тарп е известна като „Кръстницата на рокендрола“.

## Произход и младежки години
Розета Нубин е родена в Котън Плант, Арканзас, САЩ. Дъщеря на Кейти Бел Нубин и Уилис Аткинс, памукоберачи. За баща ѝ се знае малко, освен това, че е бил певец. Майка ѝ, Кейти Бел Нубин, е певица, свири на мандолина, и проповедничка в църквата Църква на Господ в Христос (Church of God in Christ, COGIC), която е основата от чернокожия баптистки епископ Чарлс Менсън през 1894 г., която окуражава ритмичните песни в църквите, танците, и позволява на жените да проповядват. Окуражена от майка си, Розета започва да пее и да свири на китара и бързо става известна като „Малката Розета Нубин“, от четиригодишна възраст, откогато за нея се говори като за дете-чудо. 
На 6-годишна възраст Тарп става редовен член на пътуващата евангелистка трупа. Тарп вече е „пеещо и свирещо на китара чудо“. Трупата прави хибридни представления: част проповед, част госпъл концерт, през публика в целия американски юг.
В средата на 20-те години Тарп и майка ѝ се установяват в Чикаго, Илиной, където пеят на религиозните концерти на църквата COGIC, на 40-а улица, и правят турнета из страната. Така Розета Нубин придобива славата на дете-чудо, в епоха, в която чернокожите китаристи са все още рядкост. През 1934 г., на 19-годишна възраст, се жени за Томас Торп. Бракът им не продължава дълго, но Розета решава да запази изменена версия на името му. Сценичният ѝ псевдоним става Сестра Розета Тарп и тя го запазва до края на кариерата си., въпреки че има и други бракове след развода си. След като напуска съпруга си през 1938 г., тя и майка си се местят в Ню Йорк.

## Първи записи
На 31 октомври 1938 г., на 23-годишна възраст, прави първите си записи при Decca Records, с джазовия оркестър на „Лъки“ Милиндър. Това са първите госпъл песни, записвани от Дека: Rock Me, That's All, My Man and I и The Lonesome Road, които веднага се превръщат в хитове и правят Тарп звезда. Тя подписва седемгодишен договор с Reminder и импресариото Мо Гали. Песните ѝ предизвикват фурор: много миряни са скандализирани от смесицата между госпъл текстове и светски звучаща музика, но светската аудитория заобичва музиката ѝ. 

## Музикално влияние
В музикално отношение, уникалният китарен стил на Тарп е смесица от мелодичен градски блус, с традиционни фолклорни аражнименти, а с пулсиращите суинг примеси го превръщат недвусмислено в един от ранните предшественици на рокендрола.
Литъл Ричард я нарича своя любима певица от детството си. През 1945 г. тя чува Ричард да пее преди концерта ѝ в Мейкън Сити Аудиториум, и го кани на сцената. Това е неговата първа изява извън църквата, с нея. След концерта тя му плаща, което го вдъхновява да стане певец. В речта си при влизането си в Залата на славата на рокендрола, Зала на славата на рокендрола Джони Кеш цитира Тарп като своя любима певица от детството. Дъщерята на Кеш, Розан, заявява пред Лари Кинг, че Тарп е любимата певица на баща ѝ. Тарп започва изпълнения с електрическа китара през 1940 г. с песента „That's All“, която се смята че е повлияла на Чък Бери и Елвис Пресли. Множество други музиканти, като Арета Франклин, Джери Лий Люис и Джордж Мели заявяват, че нейното свирене на китара и нейното пеене са оказали съществено влияние над тях. Тина Търнър заявява, че ранните ѝ музикални влияния идват от Тарп и Махалия Джексън.  
BBC Four излъчва едночасов документален филм на Мик Саки, Кръстницата на рокендрола: Сестра Розета Тарп, на 20 март 2015 г. 

## Дискография

### Албуми
- The Lonesome Road Decca 224 (1941)
- Blessed Assurance (1951)
- Wedding Ceremony Of Sister Rosetta Tharpe and Russell Morrison DeccaDA-903 (1951)
- Gospel Train (1956)
- Famous Negro Spirituals and Gospel Songs (1957)
- Sister Rosetta Tharpe MGM E3821 (1959)
- Sister Rosetta Tharpe Omega OSL31 (1960)
- Gospels In Rhythm (1960)
- Live in 1960 (1960)
- The Gospel Truth with the Bally Jenkins Singers (1961)
- Sister Rosetta Tharpe Crown LP5236 (1961)
- Sister On Tour (1962)
- Live In Paris (1964)
- Live at the Hot Club de France (1966)
- Negro Gospel Sister Rosetta Tharpe and the Hot Gospel Tabernacle Choir and Players (1967)
- Precious Memories Savoy 14214 (1968)
- Singing In My Soul Savoy 14224 (1969)